# Петрицкий, Вилли Александрович
Ви́лли (Велими́р) Алекса́ндрович Петри́цкий (10 июля 1931, Ленинград — 31 октября 2022, Санкт-Петербург) — советский и российский культуролог и библиофил, доктор философских наук.

## Биография
Сын военного моряка, репрессированного в 1935 году. В 1957 году окончил с отличием отделение журналистики филологического факультета Ленинградского университета. В 1958—1965 гг. работал в газетах, на радио и телевидении.
В 1959 г. принят в Союз журналистов. В 1965—1968 годах — аспирант кафедры этики и эстетики философского факультета ЛГУ. В 1968—1973 годах старший преподаватель, доцент кафедры философии Ленинградского высшего инженерного морского училища им. адм. С. О. Макарова. С 1973 по 1992 — доцент кафедры философии Ленинградской государственной лесотехнической академии им. С. М. Кирова; с 1992 года — заведующий кафедрой культурологии, социологии и политологии той же академии. В 1994 году В. А. Петрицкому присвоено учёное звание профессора.
Скончался 31 октября 2022 года.

## Область деятельности
В. А. Петрицкий с 1962 года изучал жизнь и творчество философа, музыканта, врача, лауреата Нобелевской премии мира Альберта Швейцера. В 1971 году защитил диссертацию кандидата философских наук «Критический анализ этического учения А. Швейцера», в 1993 году — диссертацию доктора философских наук «Русская культура и Альберт Швейцер». В 1972 году опубликовал популярную книгу о жизни и идеях Швейцера «Свет в джунглях». Подготовил русские издания «Писем из Ламбарене» Швейцера (Л., 1978, 1989; в соавторстве с А. М. Шадриным и Д. А. Ольдерогге) и книги Пауля Герберта Фрайера «Альберт Швейцер. Картина жизни» (1982, 1984).

## Награды и должности
Один из крупнейших библиофилов Петербурга, В. А. Петрицкий в 1997 и 2003 годах передал в дар Российской национальной библиотеке ценную коллекцию рукописей отечественных деятелей культуры XIX — начала XX вв., включающую, в частности, письма Николая Лосского, Фёдора Сологуба и Всеволода Мейерхольда. В. А. Петрицкий — президент Общества любителей книги Санкт-Петербурга, главный редактор альманаха «Невский библиофил», сопредседатель Организации российских библиофилов; заместитель председателя Совета НП «Национальный союз библиофилов»; основатель первых в России научных конференций по библиофильству; лауреат премии им. Е. Р. Дашковой в номинации «Меценат», серебряной медали «Личность Петербурга». Свой опыт библиофильства и изучения деятельности библиофилов Петрицкий обобщил в сборнике статей «Мир библиофильства. Вопросы теории, истории, психологии» (М.: Наука, 2006. — 400 с.).
В 2001 году учёный награждён Академией российской словесности (Москва) Пушкинской медалью «Ревнителю просвещения». В 2004 году Европейской Академией естественных наук (Ганновер, Германия) отмечен медалью Альберта Швейцера. В 2005 году избран действительным членом Академии гуманитарных наук. В 2007 г. Указом президента России В. А. Петрицкому присвоено Почётное звание «Заслуженный работник культуры Российской Федерации».
В 2013 году вошёл в число первых награждённых медалью «За личный вклад в развитие отечественного библиофильства имени Н. П. Смирнова-Сокольского», учреждённой НСБ и журналом «Про книги».
В феврале 2014 года В. А. Петрицкий избран почётным членом Российской академии космонавтики имени К. Э. Циолковского.

## Семья
Жена — доктор филологических наук, профессор СПбГУКИ Инга Шомракова.

## Научные труды
В общей сложности Петрицкий —— автор 14 книг и более 500 научных статей, очерков, предисловий и послесловий к книгам. Сфера его научных интересов — теория и история культуры, экологическая и космическая этика, конфликтология, проблемы социальной коммуникации и толерантности, библиофиловедение. Его работы переводились на английский, болгарский, испанский, немецкий, польский, румынский, финский, французский, чешский и др. языки. Кроме того, Петрицкий публиковал стихи и рассказы (первая публикация в 1949 г.), в том числе в газетах «Вечерний Ленинград» и «Смена», в журнале «Звезда», выпустил несколько книг стихов, среди которых «У времени в плену» (2006) и «Космос-дом» (2008). В 2011 году издательство M. Graphics-Publishing (Бостон, США) выпустило книгу-сборник «Поэзия русских философов XX века», в которую вошли стихи В. А. Петрицкого.